# ОШ „Алекса Шантић” Алекса Шантић
ОШ „Алекса Шантић” једна је од основних школа у Сомбору. Налази се у улици Осме војвођанске бригаде бб у насељу Алекса Шантић. Назив је добила по српском песнику Алекси Шантићу.

## Историјат
Село Алекса Шантић је најмлађе село у сомборској општини па је први школски час у њему одржан 1924. године. Село су основали добровољци из Првог светског рата, пореклом из околине Мостара, 1923. Становници овога краја су имали школе најпре на салашу Ђурике Вајнера, иза железничке станице, а потом у каштелу Мартона Хорвата. У истој учионици су се налазили ђаци свих шест разреда. Деца су до 1924. године школу похађали на Шари у дворцу барона Рихарда Хамерштајна, када је њен власник 1919. постао Лазар Бешлић. Настава за двадесетак ђака у четири разреда је одржавана на српском језику. Прва учионица са станом за учитеље је изграђена у селу 1924. године. Постојећа школа је дограђена 1930. са још једним станом. Током Другог светског рата већи део становништва села је било у логору Шарвар у Мађарској те школа није радила. Првих десет година након Другог светског рата школа је била четворогодишња. Осамостаљена је 1947. године, а 1956. је прерасла у осмогодишњу. Камен темељац нове школске зграде је постављен 1973. године. Од 1976. школа ради у новоизграђеној и савремено опремљеној згради окруженој уређеном околином и спортским теренима. Године 1981. је проглашена за најбољу школу у АП Војводини у конкуренцији од 350 васпитно–образовних организација у акцији естетско–хигијенског уређења. У оквиру општинског вредновања рада, школа је заузела прво место у сомборској општини 1987—1988. Исте године је добила и највеће признање за рад Пионирског одреда, бронзану статуу Курир Јовица.